# Židovský hřbitov v Košeticích
Židovský hřbitov v Košeticích je situován v lese asi 1,5 km jihovýchodně od obce Košetice za Cihelským rybníkem, s přístupem po polní cestě odbočující doprava ze silnice na Křelovice. Je chráněn jako kulturní památka České republiky.
V areálu hřbitova o rozloze 1547 m2, který byl založen před rokem 1711, se dochovalo kolem 150 náhrobních kamenů (macev), z nichž nejstarší se datují do 18. století a nejmladší je z roku 1932. Márnice se rozpadla a patrné jsou pouze malé zbytky jejího zdiva. V minulosti často devastovaný židovský hřbitov je od počátku 21. století postupně rekonstruován.
Košetická židovská komunita, která se datuje z doby před rokem 1654, přestala existovat podle zákona z roku 1890. Do okupace se o hřbitov starala židovská obec v Křivsoudově.

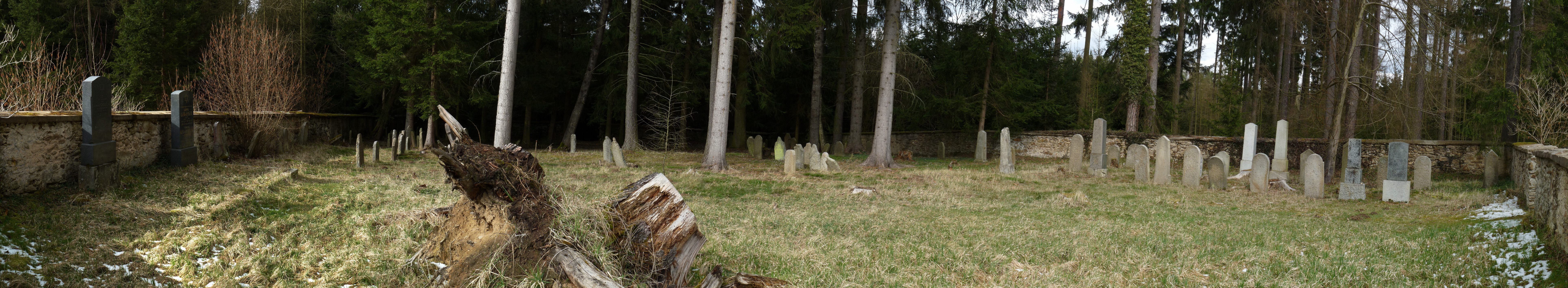

V obci se nachází také synagoga.

## Galerie

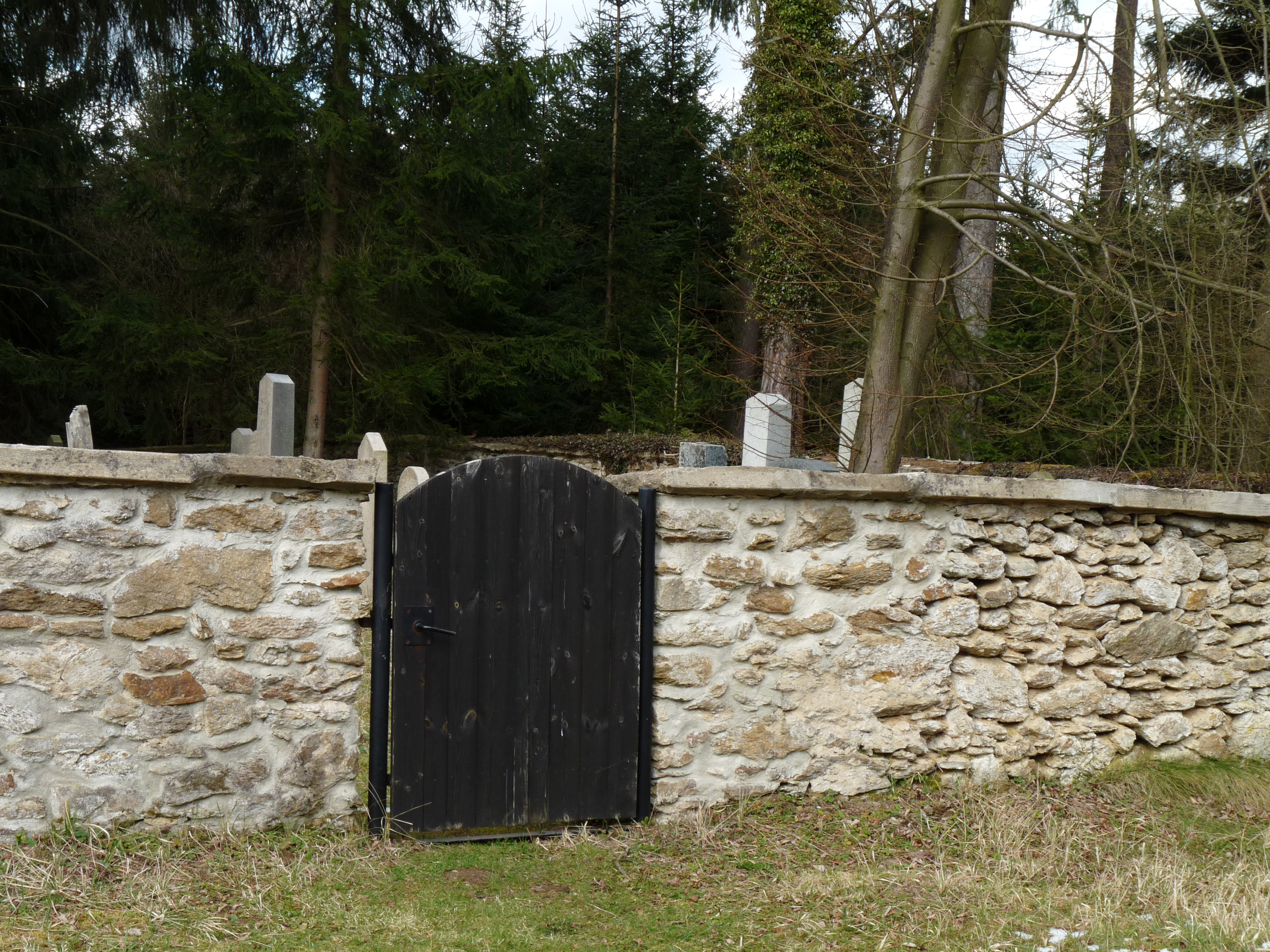
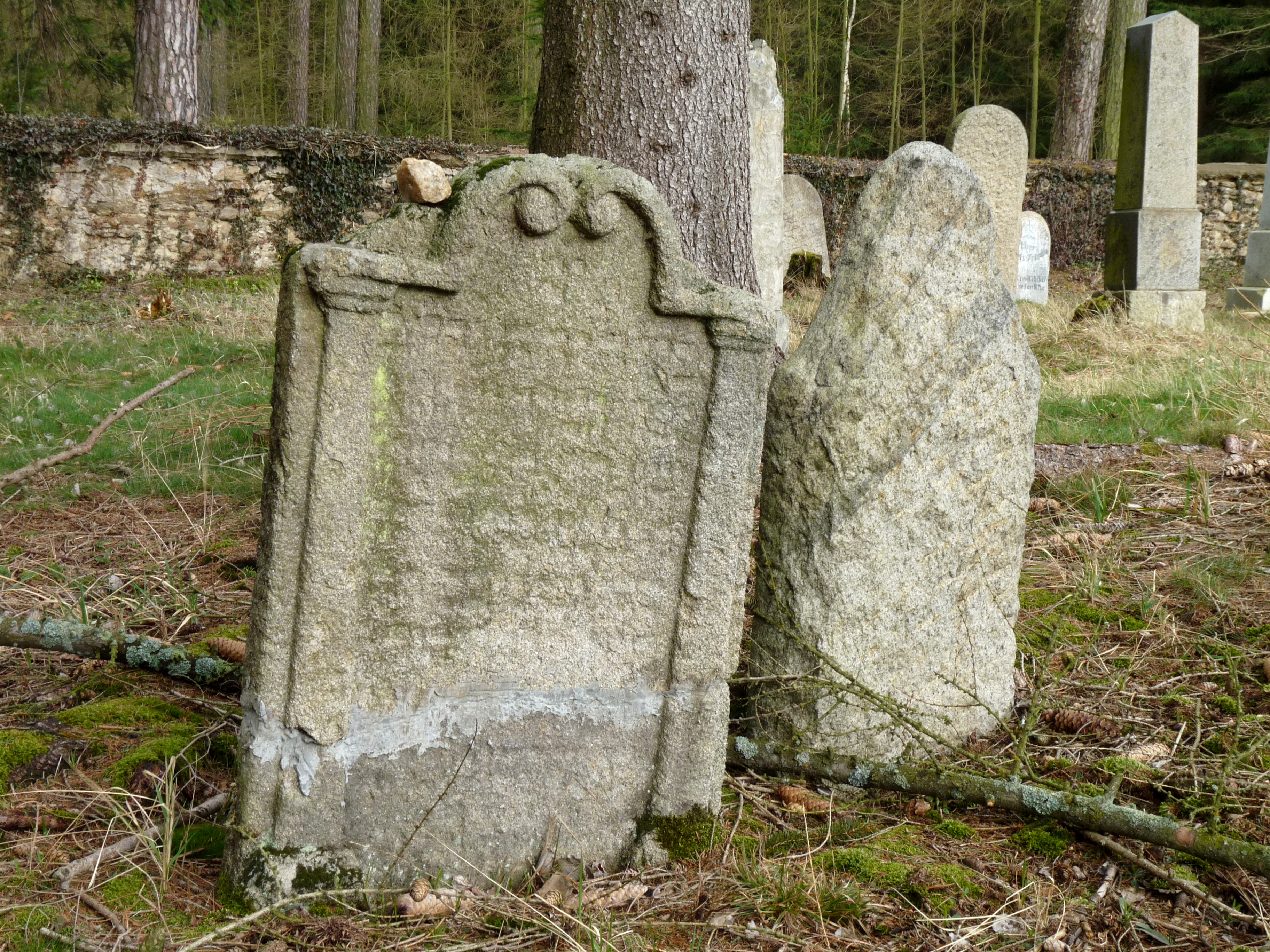
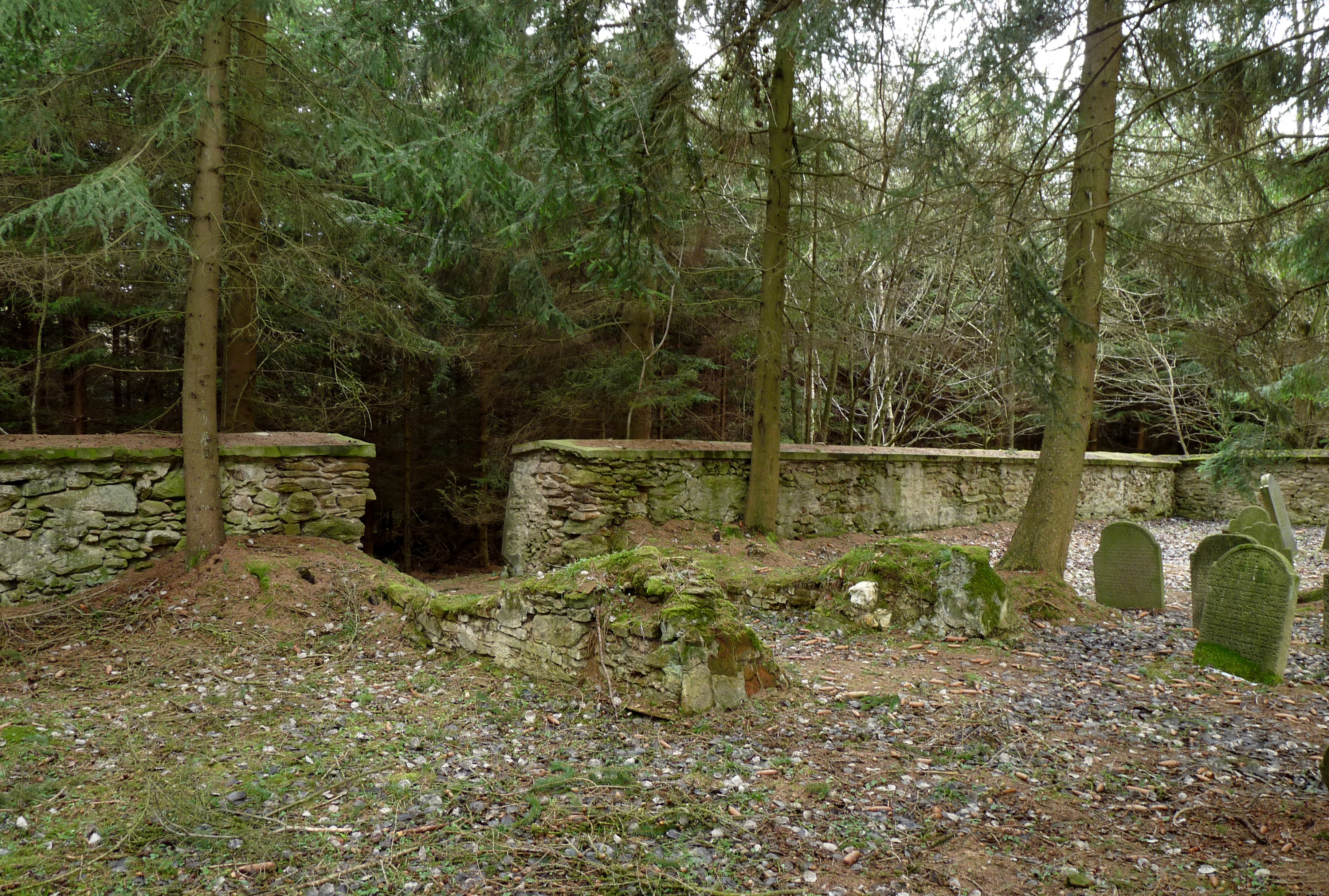
Zbytky márnice